# Emmanuel Barraux
Emmanuel Barraux est un producteur de cinéma français né le 15 septembre 1971.

## Biographie
Il fait des études de cinéma à la Femis, département production, dont il sort diplômé en 2000.
En 2001, il crée 31 Juin Films, une société de production, où il est rejoint par Agnès Vallée.

## Filmographie (sélection)
- 2006 : J'invente rien de Michel Leclerc
- 2011 : Poursuite de Marina Déak
- 2012 : Télé Gaucho de Michel Leclerc
- 2012 : Les Fraises des bois de Dominique Choisy
- 2013 : Un nuage dans un verre d'eau de Srinath Samarasinghe
- 2014 : La Fille et le Fleuve d'Aurélia Georges
- 2014 : Hippocrate de Thomas Lilti
- 2015 : Africaine de Stéphanie Girerd
- 2015 : Les Chaises musicales de Marie Belhomme
- 2016 : Médecin de campagne de Thomas Lilti
- 2018 : Première Année de Thomas Lilti
- 2023 : Un métier sérieux de Thomas Lilti

## Distinctions

### Nominations
- César 2015 : César du meilleur film pour Hippocrate